# 東印度站
東印度站（英語：East India DLR station）是碼頭區輕便鐵路（DLR）的一個車站，位於倫敦東部的利茅斯地區。車站名稱來自於倫敦港的東印度船塢。東印度站位於第2及第3收費區的交界。東印度站開通於1994年。

## 外部連結
- Docklands Light Railway website - East India station page （页面存档备份，存于）